# Papun
Papun, Hpapun o Pabun (birmano: ဖာပွန်မြို့) es una localidad del estado de Kayin en Birmania.
Es la capital del distrito de Hpapun y del municipio de Hpapun. Se ubica en la orilla oriental del río Yunzalin.

## Ubicación
Es un importante cruce de tres caminos en el área montañosa del centro de Kayin. Al sur de Papun sale una carretera que lleva a la capital estatal Hpa-An, al suroeste otra que lleva al vecino Estado Mon siguiendo el valle del río Bilin hasta la localidad de Bilin y al norte una tercera carretera que lleva a Kayah.

## Historia
Durante el dominio británico, fue la capital del distrito del Salween. En 1901 tenía 1422 habitantes de etnias shan, karen, karenni y bamar.
El 26 de agosto de 1978, un de Havilland Canada DHC-6 Twin Otter de Burma Airways (registration XY-AEI) entró en pérdida a una altitud de 122 metros tras despegar del Aeropuerto de Papun. Se estrelló, matando a los 14 pasajeros.
A principios del siglo XXI se halla en una zona de importantes conflictos, dentro del Conflicto Birmano, debido a su diversidad étnica y a su proximidad a la frontera con Tailandia.